# Kozluca, Afyonkarahisar
Kozluca là một xã thuộc thành phố Afyonkarahisar, tỉnh Afyonkarahisar, Thổ Nhĩ Kỳ. Dân số thời điểm năm 2011 là 481 người.